# Reflektor samochodowy

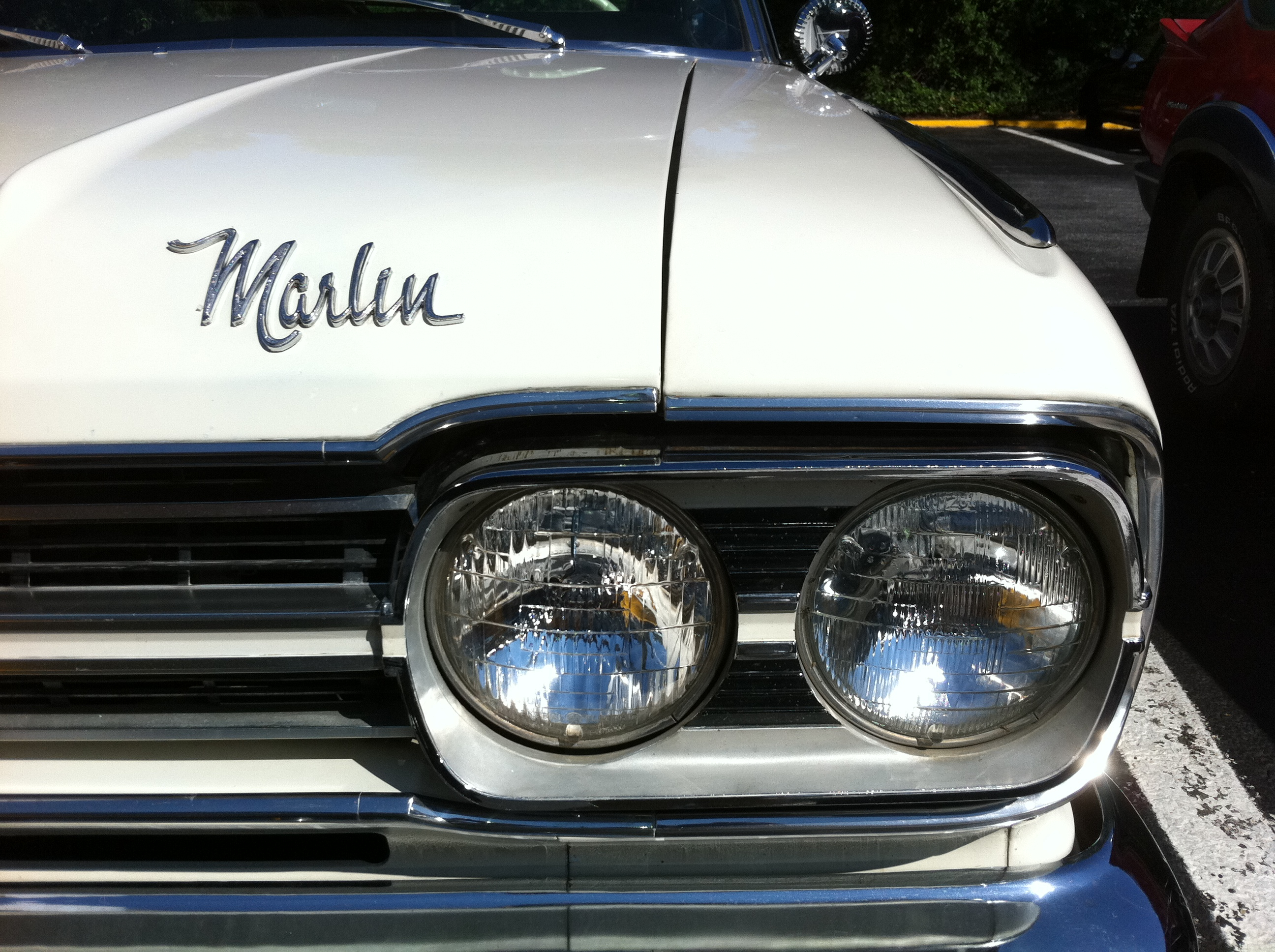

Reflektor samochodowy – urządzenie oświetleniowe umieszczone z przodu samochodu, służące do oświetlania drogi przed pojazdem za pomocą odpowiednio skierowanego strumienia światła.
Oświetlenie montowane w pojazdach konstruowane jest zgodnie ze ścisłymi warunkami technicznymi i homologacyjnymi określonymi dla całych zespołów oświetleniowych i dla ich elementów składowych. Warunki te dotyczą także montowanych w nich żarówek. Obecnie w Polsce i Europie stosuje się kilka typów żarówek reflektorowych tradycyjnych dwuwłókowych, żarówek halogenowych, a także palników ksenonowych i żarówek (diod) technologii LED.
Reflektor jest mechanizmem oświetleniowym montowanym z przodu pojazdu. Standardowy reflektor składa się z obudowy, mechanicznego lub elektrycznego urządzenia regulacyjnego, źródła światła, odbłyśnika oraz klosza – szklanego lub plastikowego. Rolą tego elementu jest określanie pozycji samochodu na drodze, ale co najważniejsze odpowiednie doświetlenie drogi podczas jazdy. Nowoczesne rozwiązania i technologie stosowane w reflektorach samochodowych pozwalają na jeszcze wydajniejsze oświetlanie przestrzeni przed pojazdem, co przekłada się na bezpieczeństwo prowadzenia.

## Usterki reflektorów samochodowych
Reflektory podobnie jak inne części samochodowe ulegają zużyciu wraz z biegiem lat. Dotyczy do szczególnie kloszy oraz odbłyśników. Plastikowe elementy przezroczyste mogą ulec zmatowieniu lub odbarwieniu. Spowodowane jest to dużą ekspozycją na piasek, słońce i niekorzystne warunki meteorologiczne.  W takim przypadku zalecana jest regeneracja reflektora polegająca na spolerowaniu powierzchni lampy, a następnie zabezpieczenie reflektora specjalną powłoką ochronną. Zdarza się, że reflektory samochodowe parują. Może to oznaczać nieszczelność obudowy reflektora. Zbieranie się wilgoci w jego wnętrzu jest niekorzystne i bardzo często skutecznie go degraduje przez nalot na odbłyśniku oraz korozję styków i odsłoniętych elementów metalowych. Wszystko to przekłada się na spadek efektywności działania naszych reflektorów. Innym źródłem problemów z oświetleniem naszego samochodu może być instalacja elektryczna, zużyty akumulator lub uszkodzony alternator.